# Le Coup du berger
Ne doit pas être confondu avec Coup du berger.
Pour plus de détails, voir Fiche technique et Distribution.
Le Coup du berger est un film français réalisé par Jacques Rivette et sorti en 1956.
En 1960, Alfred Hitchcock tournera pour la télévision Mrs Bixby and the Colonel's coat (titre français : Le Manteau) d'après une nouvelle de Roald Dahl qui semble en être un remake.

## Synopsis
Claire, mariée à Jean, a un amant, Claude. Ce dernier lui offre un manteau en fourrure. Mais, pour Claire, il y a un problème : comment rapporter la fourrure au domicile conjugal sans que son mari ne suspecte la liaison. Claude échafaude le stratagème suivant : il va aller déposer le manteau dans une consigne, donner le ticket de consigne à Claire qui feindra de l'avoir trouvé dans un taxi. Puis, elle enverra son mari voir ce qui s'y trouve. Elle pense qu'il rapportera ainsi lui-même le manteau à la maison. Le plan fonctionne : le mari va à la consigne, rapporte une valise, mais à l'intérieur il n'y a plus qu'une peau de lapin. Claire devient alors soupçonneuse.

## Fiche technique
- Titre : Le Coup du berger
- Réalisation : Jacques Rivette, assisté de Jean-Marie Straub
- Scénario et dialogue : Jacques Rivette, Claude Chabrol et Charles Bitsch, d'après un fait divers
- Production : Pierre Braunberger (Les Films de la Pléiade) et Claude Chabrol
- Photographie : Charles Bitsch, assisté de Robert Lachenay
- Montage : Denise de Casabianca
- Musique : François Couperin, « L'Impériale » et « L'Apothéose de Lulli » (Orchestre de chambre Hewitt) ; « Les jeunes seigneurs » (Eta Harich-Schneider au clavecin)
- Pays de production :  France
- Format : Noir et blanc - son mono - 35 mm
- Genre : Court métrage comique
- Durée : 27 minutes
- Date de sortie : France : 1956
- Visa d'exploitation : 18683

## Distribution
Avec
- Virginie Vitry : Claire, la femme de Jean
- Anne Doat : Solange, l'amie de Claire
- Étienne Loinod (pseud. Jacques Doniol-Valcroze) : Jean, le mari
- Jean-Claude Brialy : Claude, l'amant de Claire

Caméo (non-credit)
- François Truffaut : un invité à la soirée
- Jean-Luc Godard : un invité à la soirée
- Claude Chabrol : un invité à la soirée

Narrateur (non-credit)
- Jacques Rivette (voix)